# Ostrinia zaguliaevi
Ostrinia zaguliaevi là một loài bướm đêm trong họ Crambidae.